# Wilhelm I. (Braunschweig)
Wilhelm I. Herzog von Braunschweig-Wolfenbüttel (* 1270; † 30. September 1292 in Braunschweig) war ein Sohn von Albrecht I. Herzog von Braunschweig und Adelheid de Montferrat. Er ist nicht zu verwechseln mit Wilhelm I. von Braunschweig-Wolfenbüttel, der mehr als 200 Jahre nach Herzog Wilhelms Geburt Fürst von Braunschweig-Wolfenbüttel war.

## Leben
Wilhelm wurde als dritter Sohn Herzog Albrechts und seiner zweiten Gemahlin Adelheid (Alessina, † 1285), der Tochter des Markgrafen Bonifacius von Montferrat, geboren. Als der Vater am 15. August 1279 verstarb, hinterließ er sechs Söhne und eine Tochter (Mechthild, † 1318). Drei Söhne Konrad  († um 1303), Otto († um 1346) und Lothar (1275–1335) bekamen eine geistliche Ausbildung.
Um das Jahr 1286 muss eine Teilung des väterlichen Erbes stattgefunden haben, denn sein Bruder Heinrich der Wunderliche (1267–1322) wurde als Herzog von Grubenhagen bekannt. Albrecht der Feiste (1268–1318) erhielt demnach das Fürstentum Göttingen und Wilhelm weite Teile des Braunschweiger Landes und dessen Städte. Gemeinsam bekämpften die drei Brüder im Jahre 1279 Otto I., den damaligen Bischof von Hildesheim, und erlangten dadurch das Schloss Campen. Albrecht und Wilhelm verbündeten sich in der Folge einer Auseinandersetzung zwischen den Brüdern gegen Heinrich und im Jahre 1288 kam es zu offenen Kampfhandlungen.
Wilhelm heiratete Elisabeth von Hessen (* um 1270; † 9. Juli 1306), eine Tochter des Landgrafen Heinrich I. von Hessen. Die Ehe blieb vermutlich kinderlos. Als Wilhelm bereits in jungen Jahren 1292 verstarb, entbrannte ein Streit um sein Erbe, aus dem sich letzten Endes Heinrich nach Grubenhagen zurückzog, so dass die Herrschaft in Braunschweig-Wolfenbüttel Albrecht zufiel. Wilhelm wurde im Braunschweiger Dom bestattet.